# Museum für Völkerkunde in Warschau

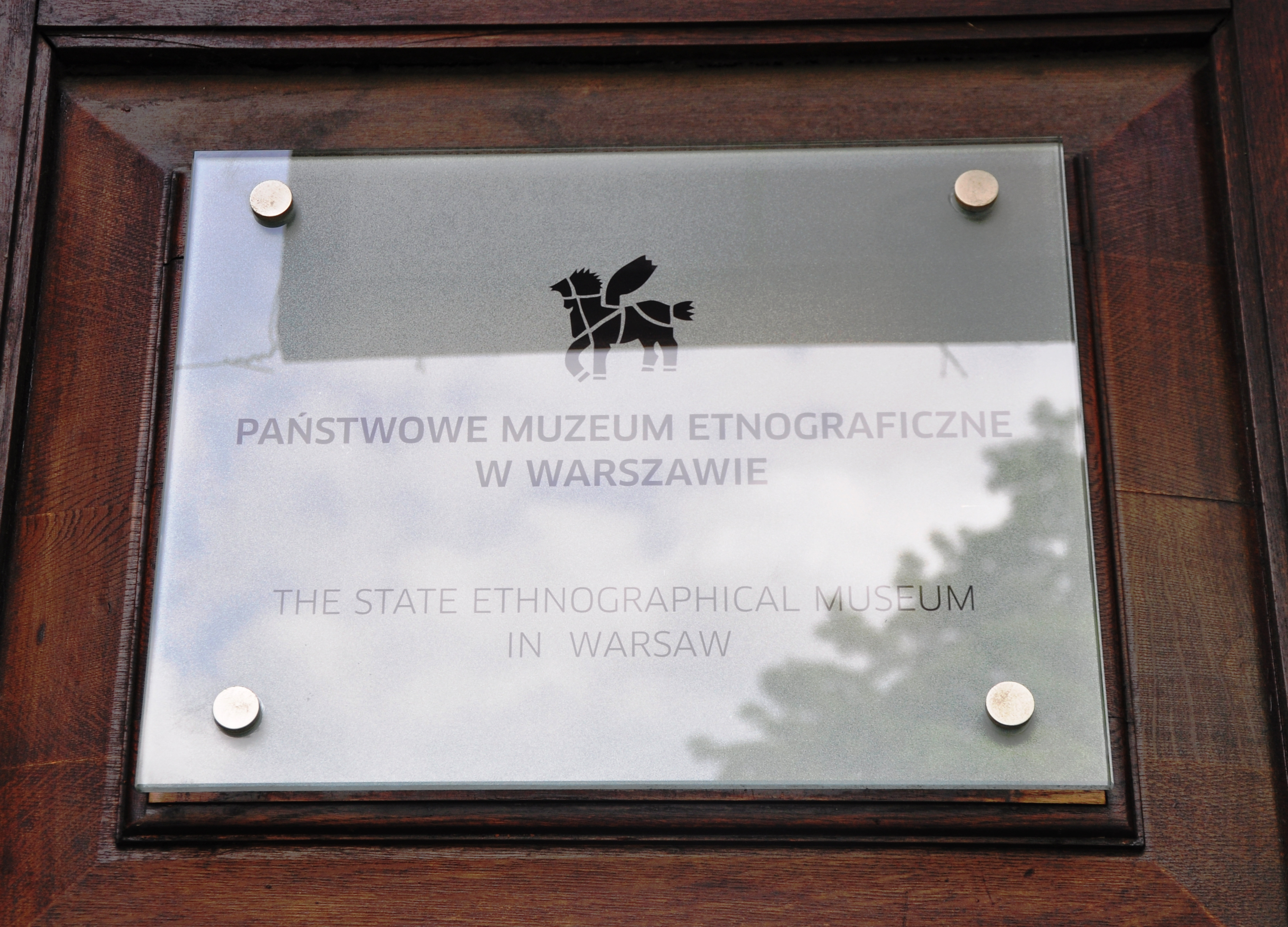

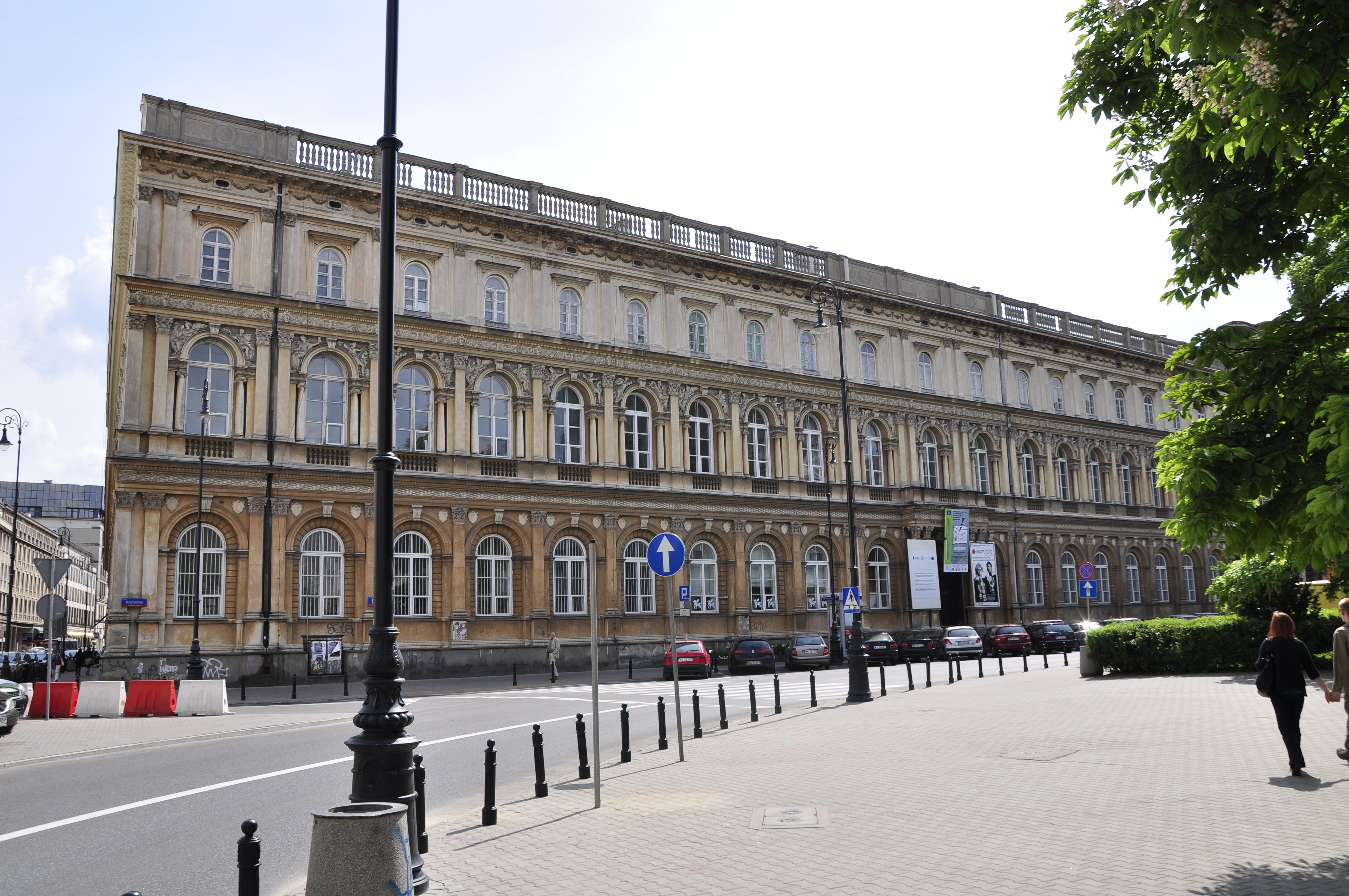
Das Eckgebäude stammt aus dem 19. Jahrhundert

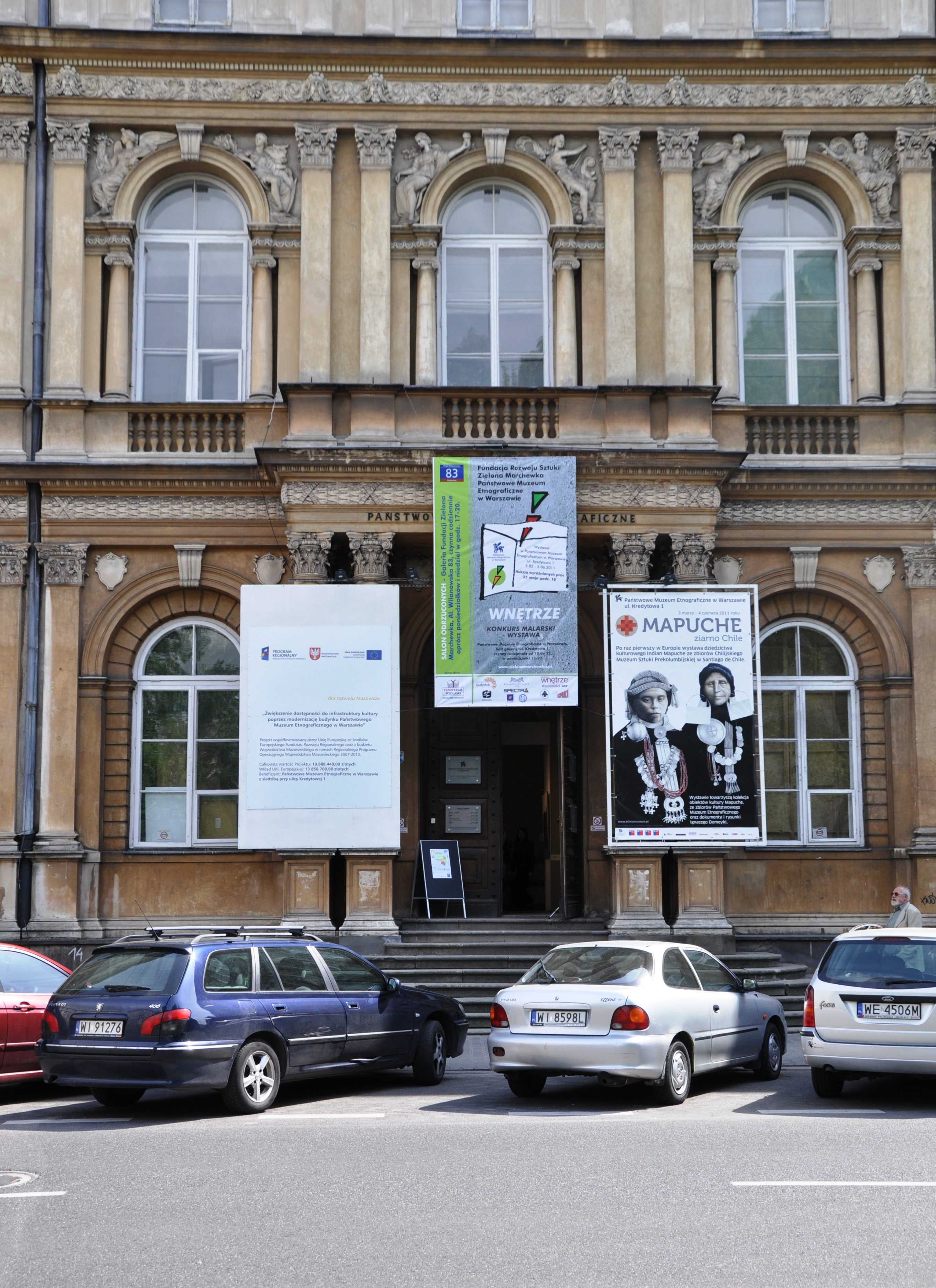
Besuchereingang mit Ankündigung der Sonderausstellung „Mapuche“ (südamerikanische Volksgruppe)

Das staatliche Museum für Völkerkunde (polnisch: Państwowe Muzeum Etnograficzne) in Warschau ist das größte Museum dieser Art in Polen. Es befindet sich seit 1973 in einem Gebäude aus dem 19. Jahrhundert, das für die Landeskreditgesellschaft des Königreichs Polen (Towarzystwo Kredytowe Ziemskie w Królestwie Polskim) errichtet worden war. Die Adresse des gegenüber der Galeria Zachęta in der Warschauer Innenstadt liegenden Museums lautet Ulica Kredytowa 1.

## Geschichte
Das Museum für Ethnologie wurde 1888 von J.M. Kamiński und Jan Aleksander Karłowicz gegründet. Die erste Sammlung befand sich im Zoologischen Garten Warschaus, 1896 erfolgte die Verlegung zum Museum der Industrie und Landwirtschaft (polnisch: Muzeum Przemysłu i Rolnictwa), in die Ulica Krakowskie Przedmieście 66.
Im Jahr 1921 übernahm der Archäologe, Ethnologe und Museologe Eugeniusz Frankowski (1884–1962) die Leitung der Sammlung und schuf ein fortschrittliches Museum, das neben der Sammeltätigkeit auch wissenschaftliche Untersuchungen durchführte und wechselnde Ausstellungen veranstaltete. 1922 verfügte das Museum bereits über 9000 Exponate und bis zum Jahr 1939 wuchs der Bestand auf rund 30.000. Diese Exponate waren in drei Bereiche gegliedert – den polnischen (unter ihnen rund 3000 Teile zu Trachten und Huzulen-Folklore), den slawischen sowie zur restlichen Welt (50 % aller Exponate).
Das Wachstum des Bestandes resultierte auch aus Schenkungen privater Sammlungen wie z. B. der Ethnologen Leopold Janikowski (1855–1942), Johann Stanislaus Kubary, Bronisław Piłsudski und Ignacy Belakowicz. Im Zweiten Weltkrieg wurden diese Sammlungen zerstört oder gingen verloren.
1946 wurde mit dem Neuaufbau der Sammlungen begonnen – zunächst unter dem Namen Museum für Volkskultur (polnisch: Muzeum Kultur Ludowych). Der Neubeginn fand im Brühl-Palais im Warschauer Stadtteil Młociny an der dortigen Ulica Muzealna statt. 1949 wurde die erste Ausstellung mit dem Namen Polski strój ludowy eröffnet, die polnischen Trachten gewidmet war.
Im Jahr 1959 wurde dem Museum der frühere Sitz der Landeskreditgesellschaft zugeteilt. Das Eckgebäude an den Straßen Kredytowa und Mazowiecka wurde von 1962 bis 1972 mit Hilfe des Ministeriums für Kultur und Kunst saniert. Das dreistöckige Bauwerk mit Neorenaissance-Fassade war nach Plänen von Józef Górecki und Henryk Marconi (Fassade) in den Jahren von 1853 bis 1858 gebaut worden. 1964 wurde der Name des Museums geändert.
Am 13. Dezember 1973 wurde das Museum dann eröffnet. Heute verfügt es über 76.000 Exponate, die nur zu einem kleinen Teil in den sechs Dauerausstellungen („Asiatische Waffen“, „Afrika“, „Australien und Ozeanien“, „Polnische Folklore-Kunst“, „Polnische Handarbeiten“, „Polnische Bräuche der Jahreszeiten“) gezeigt werden. In jährlich bis zu zwölf wechselnden Sonderausstellungen werden spezielle Themen aufgegriffen und im Erdgeschoss präsentiert. Bis zum Jahr 2013 werden Modernisierungen in den Ausstellungsräumen in einer Größenordnung von etwa 20 Millionen Złoty durchgeführt.